# Marko Jelnikar
Marko Jelnikar, slovenski vrtnar, * 28. maj 1928, Sisek, † 2009.
Jelnikar je projektiral več javnih parkov, rezdenčnih nasadov državnega protokola in diplomatskih predstavništev v Beogradu. Parkovno je uredil več stanovanjskih sosesk v Ljubljani, Velenju in Litiji. Načrtoval je spominski park v Izlakah in park kmetijskega šolskega centra na Grmu pri Novem mestu. Napisal je več knjig o vtrnarjenju. Njegova bibliografija obsega 17 zapisov.

## Izbrana bibliografija
- Moj vrt, moje veselje (COBISS)
- Pomagamo vam vrtnariti (COBISS)
- Mala enciklopedija vrtlarstva (COBISS)
- Biološko središče : program in vsebina (COBISS)